# Halové mistrovství České republiky v atletice 2000
Halové mistrovství ČR v atletice 2000 se uskutečnilo ve dnech 12.–13. února 2000 v Praze.

## Medailisté

### Muži
| Soutěž                       | Zlato                                                                  | Stříbro                                                                     | Bronz                                                                     |
| 60 m                         | Martin Duda 6.71                                                       | Radek Řechka 6.74                                                           | Jan Kritzbach 6.80                                                        |
| 200 m                        | Martin Morkes 21.69                                                    | Štěpán Tesařík 21.75                                                        | Martin Braniš 22.12                                                       |
| 400 m                        | Jiří Mužík 46.45                                                       | Karel Bláha 46.78                                                           | Jan Poděbradský 46.95                                                     |
| 800 m                        | Martin Jareš 1:51.12                                                   | Michal Šneberger 1:51.41                                                    | Lukáš Musil 1:52.29                                                       |
| 1500 m                       | Michal Šneberger 3:47.60                                               | Radim Matyáš 3:51.68                                                        | Daniel Fekl 3:52.71                                                       |
| 3000 m                       | Lubomír Pokorný 8:13.71                                                | Michal Nejedlý 8:13.73                                                      | Josef Pomikálek 8:20.92                                                   |
| 60 m př.                     | Tomáš Dvořák 7.76                                                      | Ladislav Burdel 7.78                                                        | Roman Šebrle 7.84                                                         |
| 4 × 200 m                    | Martin Morkes Jiří Birnbaum Josef Rous Jiří Kmínek Dukla Praha 1:29.09 | Martin Bohman Petr Habásko Petr Šarapatka Václav Bláha Slavia Praha 1:29.80 | Pavel Loučka Lukáš Drbohlav Tomáš Zumr Martin Košťál AC Pardubice 1:29.86 |
| Skok do výšky                | Tomáš Janků 219                                                        | Jan Janků 219                                                               | Jiří Křehula 215                                                          |
| Skok o tyči                  | Adam Ptáček 560                                                        | Petr Špaček 555                                                             | Matěj Urban 540                                                           |
| Skok daleký                  | Roman Šebrle 788                                                       | Tomáš Dvořák 778                                                            | Milan Kovář 774                                                           |
| Trojskok                     | Tomáš Cholenský 15.97                                                  | Martin Sýkora 15.24                                                         | Marek Zikl 14.99                                                          |
| Vrh koulí                    | Richard Navara 17.45                                                   | Tomáš Dvořák 16.85                                                          | Antonín Žalský 16.67                                                      |
| Sedmiboj Praha 5. – 6.2.2000 | Tomáš Komenda 5810 bodů                                                | Jiří Ryba 5788 bodů                                                         | Aleš Pastrňák 5732 bodů                                                   |

### Ženy
| Soutěž                      | Zlato                                                                              | Stříbro                                                                            | Bronz                                                                                 |
| 60 m                        | Pavlína Dlouhá 7.47                                                                | Pavla Andrýsková 7.55                                                              | Lucie Komrsková 7.58                                                                  |
| 200 m                       | Helena Fuchsová 24.06                                                              | Lenka Ficková 24.56                                                                | Štěpánka Loučková 25.00                                                               |
| 400 m                       | Jitka Burianová 52.51                                                              | Tereza Žížalová 54.75                                                              | Denisa Krejčová 54.85                                                                 |
| 800 m                       | Ludmila Formanová 2:03.18                                                          | Renata Hoppová 2:09.36                                                             | Petra Lochmanová 2:09.94                                                              |
| 1500 m                      | Renata Hoppová 4:25.15                                                             | Jana Kapounová 4:28.52                                                             | Michaela Kutišová 4:31.10                                                             |
| 3000 m                      | Petra Drajzajtlová 9:23.67                                                         | Marie Volná 9:46.05                                                                | Renata Kvitová 9:47.90                                                                |
| 60 m př.                    | Michaela Hejnová 8.42                                                              | Lucie Škrobáková 8.58                                                              | Pavla Brodzáková 8.62                                                                 |
| 4 × 200 m                   | Kristýna Šubrtová Denisa Krejčová Klára Dubská Jitka Burianová Olymp Praha 1:37.93 | Lenka Ostravská Zuzana Peichlová Leona Kulichová Lucie Komrsková USK Praha 1:39.91 | Jana Polívková Alena Rücklová Stanislava Batlíková Eva Horová Spartak Praha 4 1:41.46 |
| Skok do výšky               | Zuzana Hlavoňová 191                                                               | Inge Janků 184                                                                     | Barbora Laláková 184                                                                  |
| Skok o tyči                 | Pavla Hamáčková 440                                                                | Daniela Bártová 420                                                                | Šárka Mládková 410                                                                    |
| Skok daleký                 | Lucie Komrsková 636                                                                | Martina Darmovzalová 629                                                           | Šárka Beránková 619                                                                   |
| Trojskok                    | Šárka Kašpárková 14.03                                                             | Helena Vinařová 12.63                                                              | Monika Turanská 12.57                                                                 |
| Vrh koulí                   | Zdeňka Šilhavá 16.49                                                               | Věra Pospíšilová 15.48                                                             | Lucie Vrbenská 15.26                                                                  |
| Pětiboj Praha 5. – 6.2.2000 | Jana Klečková 4275 bodů                                                            | Kateřina Nekolná 4258 bodů                                                         | Michaela Hejnová 4149 bodů                                                            |